# Intel·ligència musical
La intel·ligència musical és la capacitat d'expressar-se mitjançant formes musicals. És un dels components del model de les intel·ligències múltiples proposat per Howard Gardner. Aquest model propugna que no existeix una única intel·ligència, sinó que són múltiples: al començament se'n van proposar set, que després es van augmentar a vuit.
La capacitat musical inclou habilitats en el cant dins de qualsevol tecnicisme i gènere musical, tocar un instrument a la perfecció i aconseguir amb ell una adequada presentació, dirigir un conjunt, cobla, orquestra, compondre (de qualsevol manera i gènere), i en cert grau, tenir apreciació musical. Seria, per tant, no només la capacitat de compondre i interpretar peces amb to, ritme i timbre amb una certa perfecció, sinó també la capacitat d'apreciació de la qualitat (escoltar i jutjar). Pot estar relacionada amb la intel·ligència lingüística, amb la intel·ligència espacial i amb la intel·ligència corporal-cinestèsica.
La intel·ligència musical també es fa evident en el desenvolupament lingüístic, ja que demana a l'individu processos mentals que involucren la categorització de referències auditives i la seva posterior associació amb preconceptes, és a dir, el desenvolupament d'una habilitat per retenir estructures lingüístiques i assimilar-les en les seves realitzacions fonètiques, ja sigui en la seva microestructura (accentuació de les paraules:  afixos - morfologia ) o en la seva macroestructura (entonació en realitzacions més llargues:  sintaxi ). També podem trobar relació amb la intel·ligència com ara l'espacial o la corporal-cinestèsica.
També s'ha de dir que hi ha persones que destaquen per aquesta habilitat ja sigui afinant amb la veu o tocar un instrument a la perfecció, sense haver-s'hi dedicat les hores respectives. Aquests els podríem anomenar els grans mestres de la música com ho va ser Mozart. Això no vol dir, que amb una gran dedicació i esforç no puguis arribar a ser un gran músic, sinó que hi ha persones que tenen més facilitat.

## Recursos didàctics
Per treballar aquesta intel·ligència musical s'ha de començar ha donar una educació musical des de ben petits, així que podeu accedir a molts recursos didàctics en línia perquè els nens practiquin a casa o a l'escola. Us presentem alguns llocs web amb exercicis, activitats i jocs encaminats a estimular i desenvolupar la intel·ligència musical dels vostres fills:
De 3 a 6 anys
Aquest recull de cançons, videoclips i jocs musicals us ajudarà a treballar la seva capacitat musical:
El Cibercançoner
Videoclips Infantils Arxivat 2014-12-15 a Wayback Machine.
La flautina
El Bosc màgic Arxivat 2014-12-02 a Wayback Machine.
De 6 a 12 anys
Activitats sobre músiques del món, contes, cançons i audicions que podeu escoltar amb els vostres fills:
Músiques del món
Ígor Stravinski Arxivat 2015-03-08 a Wayback Machine.
Escolta'm Arxivat 2016-01-17 a Wayback Machine.
A partir de 12 anys
Llocs web sobre el vocabulari i la grafia musical i el seu significat, els instruments...
Elements de la partitura Arxivat 2014-12-15 a Wayback Machine.
W. A. Mozart Arxivat 2014-10-05 a Wayback Machine.
Cançons populars
Els trobadors catalans
El megaconcert Arxivat 2015-03-08 a Wayback Machine.

## Nota
1. ↑  Juan Rodríguez. Literatura española contemporánea: materiales auxiliares, textos y documentos.  Univ. Autònoma de Barcelona, 1995, p. 52–. ISBN 9788449004490 [Consulta: 14 abril 2011].
2. ↑  «Els vuit intel·lectes». Arxivat de l'original el 2014-11-29. [Consulta: 24 novembre 2014].